# Utslusshus
Utslusshus är ett hus där man efter placering på öppen anstalt kan få möjligheten att bo.
Normalt sett skall man studera eller arbeta utanför anstalten vid vistelse i utslusshus.
Man förfogar över en egen budget och handlar mat etc i en närbelägen affär på egen hand.
Vistelsen kan vara en del i vårdkedjan för att förbereda den intagne för ett liv efter verkställigheten.